# Ethylacetoacetaat
Ethylacetoacetaat of EAA is een organische verbinding met als brutoformule C6H10O3. De stof komt voor als een kleurloze, licht-viskeuze vloeistof met een kenmerkende citrusachtige geur, die matig oplosbaar is in water.

## Synthese
Ethylacetoacetaat wordt bereid uit een reactie van ethanol en diketeen via een nucleofiel reactiemechanisme:
Het nucleofiel vrij elektronenpaar van de hydroxylgroep in ethanol valt aan op de carbonylgroep in diketeen, waarbij een alkoxide ontstaat. De carbonylgroep hervormt zich, waardoor een ringopening plaatsgrijpt en een enolaat ontstaat. Dit enolaat wordt geprotoneerd tot het enol, dat tautomeriseert tot de stabielere keto-vorm.
Een alternatieve bereidingswijze is een Claisen-condensatie van ethylacetaat. Deze methode werd voor het eerst toegepast door de Duitse scheikundige Johannes Wislicenus. Hierbij wordt 75% ethylacetoacetaat gevormd, de rest is ethanol:

## Toepassingen
Ethylacetoacetaat wordt vaak gebruikt bij de synthese van acetoacetaat-esters. Verdere wordt het gebruikt als oplosmiddel bij onder andere organische syntheses.

## Toxicologie en veiligheid
Ethylacetoacetaat reageert met sterk oxiderende stoffen, waardoor brand- of ontploffingsgevaar ontstaat.
De stof is irriterend voor de ogen, de huid en de luchtwegen.